# 董翳
董 翳（とう えい、生没年不詳）は、秦末の人。項羽により翟王に立てられた。三秦の一人。 

## 略歴
秦の二世皇帝（胡亥）の時、反乱を鎮圧するために派遣された章邯の元で都尉となっていた。章邯が項羽に敗れた後、董翳は章邯に項羽に投降するよう勧めた。章邯は項羽に投降し、項羽は関中に攻め入り秦を滅ぼした。
その後、紀元前206年に項羽は天下に諸侯を封建し、関中を三分して章邯を雍王、司馬欣を塞王、董翳を翟王とした。これは三秦と呼ばれ、翟王董翳は上郡を領土とし高奴に都を置いた。
しかしその年、漢王の劉邦は三秦を攻め、雍王の土地を平定して章邯を包囲した（後、章邯は自害）。塞王司馬欣、翟王董翳は漢王劉邦に降伏した。劉邦は翟国を廃して上郡に戻した。翌年、劉邦は項羽を攻め、項羽の都の彭城を占領したが、戻ってきた項羽の反撃を受けて大敗した（睢水の戦い）。司馬欣、董翳も劉邦に従って彭城にいたが、劉邦が敗れると項羽に降伏した。
董翳のその後は不明。